# Lista di asteroidi (497001-498000)
Di seguito una lista di asteroidi dal numero 497001 al 498000 con data di scoperta e scopritore.

## 497001-497100
| Nome     | Designazione provvisoria | Data di scoperta  | Scopritore               |
| -------- | ------------------------ | ----------------- | ------------------------ |
| 497001 - | 2002 UC43                | 30 ottobre 2002   | Spacewatch               |
| 497002 - | 2002 UH64                | 30 ottobre 2002   | Sloan Digital Sky Survey |
| 497003 - | 2002 UG78                | 29 ottobre 2002   | NEAT                     |
| 497004 - | 2002 VN14                | 6 novembre 2002   | LINEAR                   |
| 497005 - | 2002 XN99                | 6 novembre 2002   | LINEAR                   |
| 497006 - | 2002 YE12                | 31 dicembre 2002  | LINEAR                   |
| 497007 - | 2003 AO22                | 5 gennaio 2003    | LINEAR                   |
| 497008 - | 2003 BG3                 | 24 gennaio 2003   | Boattini, A., Scholl, H. |
| 497009 - | 2003 BU35                | 29 gennaio 2003   | LINEAR                   |
| 497010 - | 2003 BJ36                | 26 gennaio 2003   | Spacewatch               |
| 497011 - | 2003 BA82                | 27 gennaio 2003   | Young, J. W.             |
| 497012 - | 2003 BE83                | 31 gennaio 2003   | LINEAR                   |
| 497013 - | 2003 DT10                | 26 febbraio 2003  | CINEOS                   |
| 497014 - | 2003 ED19                | 6 marzo 2003      | LONEOS                   |
| 497015 - | 2003 FX65                | 26 marzo 2003     | Spacewatch               |
| 497016 - | 2003 FC74                | 26 marzo 2003     | NEAT                     |
| 497017 - | 2003 FS103               | 24 marzo 2003     | Spacewatch               |
| 497018 - | 2003 GJ51                | 6 aprile 2003     | Bickel, W.               |
| 497019 - | 2003 GN51                | 9 aprile 2003     | NEAT                     |
| 497020 - | 2003 HY                  | 24 marzo 2003     | Spacewatch               |
| 497021 - | 2003 HB29                | 28 aprile 2003    | LINEAR                   |
| 497022 - | 2003 KB36                | 29 maggio 2003    | Spacewatch               |
| 497023 - | 2003 LX7                 | 1º giugno 2003    | Buie, M. W.              |
| 497024 - | 2003 QS1                 | 19 agosto 2003    | CINEOS                   |
| 497025 - | 2003 QW30                | 24 agosto 2003    | LINEAR                   |
| 497026 - | 2003 QP49                | 22 agosto 2003    | NEAT                     |
| 497027 - | 2003 QE73                | 25 agosto 2003    | LINEAR                   |
| 497028 - | 2003 QG93                | 27 agosto 2003    | NEAT                     |
| 497029 - | 2003 QL95                | 30 agosto 2003    | Spacewatch               |
| 497030 - | 2003 QV117               | 26 agosto 2003    | Buie, M. W.              |
| 497031 - | 2003 RC4                 | 1º settembre 2003 | LINEAR                   |
| 497032 - | 2003 SG                  | 17 settembre 2003 | LONEOS                   |
| 497033 - | 2003 SF1                 | 16 settembre 2003 | Spacewatch               |
| 497034 - | 2003 SX8                 | 17 settembre 2003 | Spacewatch               |
| 497035 - | 2003 SA29                | 18 settembre 2003 | NEAT                     |
| 497036 - | 2003 SA32                | 16 settembre 2003 | Spacewatch               |
| 497037 - | 2003 SO60                | 17 settembre 2003 | Spacewatch               |
| 497038 - | 2003 SC121               | 17 settembre 2003 | LINEAR                   |
| 497039 - | 2003 SP161               | 18 settembre 2003 | Spacewatch               |
| 497040 - | 2003 SF164               | 20 settembre 2003 | LONEOS                   |
| 497041 - | 2003 SQ166               | 21 settembre 2003 | LINEAR                   |
| 497042 - | 2003 SO197               | 21 settembre 2003 | LONEOS                   |
| 497043 - | 2003 SA216               | 20 settembre 2003 | LINEAR                   |
| 497044 - | 2003 SR278               | 30 settembre 2003 | LINEAR                   |
| 497045 - | 2003 SQ281               | 19 settembre 2003 | Spacewatch               |
| 497046 - | 2003 SC287               | 29 settembre 2003 | Spacewatch               |
| 497047 - | 2003 SD287               | 29 settembre 2003 | Spacewatch               |
| 497048 - | 2003 SG298               | 18 settembre 2003 | NEAT                     |
| 497049 - | 2003 SW324               | 17 settembre 2003 | Spacewatch               |
| 497050 - | 2003 SV327               | 19 settembre 2003 | Spacewatch               |
| 497051 - | 2003 SW327               | 19 settembre 2003 | LONEOS                   |
| 497052 - | 2003 SO342               | 17 settembre 2003 | Spacewatch               |
| 497053 - | 2003 SA345               | 18 settembre 2003 | Spacewatch               |
| 497054 - | 2003 SK353               | 20 settembre 2003 | LONEOS                   |
| 497055 - | 2003 SJ371               | 26 settembre 2003 | Sloan Digital Sky Survey |
| 497056 - | 2003 SY371               | 26 settembre 2003 | Sloan Digital Sky Survey |
| 497057 - | 2003 SY411               | 28 settembre 2003 | Sloan Digital Sky Survey |
| 497058 - | 2003 SZ428               | 19 settembre 2003 | Spacewatch               |
| 497059 - | 2003 SA430               | 29 settembre 2003 | LONEOS                   |
| 497060 - | 2003 TX58                | 1º ottobre 2003   | Spacewatch               |
| 497061 - | 2003 UF25                | 17 ottobre 2003   | LONEOS                   |
| 497062 - | 2003 UO32                | 16 ottobre 2003   | Spacewatch               |
| 497063 - | 2003 UD40                | 16 ottobre 2003   | Spacewatch               |
| 497064 - | 2003 UK48                | 16 ottobre 2003   | LONEOS                   |
| 497065 - | 2003 UU69                | 18 ottobre 2003   | Spacewatch               |
| 497066 - | 2003 UL102               | 15 ottobre 2003   | LONEOS                   |
| 497067 - | 2003 UC144               | 18 ottobre 2003   | LONEOS                   |
| 497068 - | 2003 UP165               | 21 ottobre 2003   | Spacewatch               |
| 497069 - | 2003 UC174               | 21 ottobre 2003   | Spacewatch               |
| 497070 - | 2003 UP232               | 24 ottobre 2003   | LINEAR                   |
| 497071 - | 2003 UL254               | 19 ottobre 2003   | Spacewatch               |
| 497072 - | 2003 UA352               | 19 ottobre 2003   | Sloan Digital Sky Survey |
| 497073 - | 2003 UO358               | 19 ottobre 2003   | Spacewatch               |
| 497074 - | 2003 UB392               | 22 ottobre 2003   | Sloan Digital Sky Survey |
| 497075 - | 2003 UR407               | 23 ottobre 2003   | Sloan Digital Sky Survey |
| 497076 - | 2003 VP2                 | 14 novembre 2003  | NEAT                     |
| 497077 - | 2003 WJ2                 | 16 novembre 2003  | Spacewatch               |
| 497078 - | 2003 WO2                 | 20 ottobre 2003   | Spacewatch               |
| 497079 - | 2003 WR15                | 16 novembre 2003  | Spacewatch               |
| 497080 - | 2003 WD25                | 16 novembre 2003  | Spacewatch               |
| 497081 - | 2003 WQ42                | 23 novembre 2003  | CSS                      |
| 497082 - | 2003 WS59                | 18 novembre 2003  | Spacewatch               |
| 497083 - | 2003 WW59                | 24 ottobre 2003   | LINEAR                   |
| 497084 - | 2003 WC83                | 20 novembre 2003  | NEAT                     |
| 497085 - | 2003 WS91                | 18 novembre 2003  | Spacewatch               |
| 497086 - | 2003 WM160               | 19 novembre 2003  | Spacewatch               |
| 497087 - | 2003 WG165               | 30 novembre 2003  | Spacewatch               |
| 497088 - | 2003 XB24                | 1º dicembre 2003  | Spacewatch               |
| 497089 - | 2003 XT27                | 21 novembre 2003  | Spacewatch               |
| 497090 - | 2003 XB30                | 1º dicembre 2003  | Spacewatch               |
| 497091 - | 2003 YO6                 | 17 dicembre 2003  | LONEOS                   |
| 497092 - | 2003 YA15                | 20 novembre 2003  | LINEAR                   |
| 497093 - | 2003 YP146               | 19 dicembre 2003  | LINEAR                   |
| 497094 - | 2004 AH                  | 10 gennaio 2004   | LONEOS                   |
| 497095 - | 2004 AB7                 | 19 dicembre 2003  | Spacewatch               |
| 497096 - | 2004 BW1                 | 16 gennaio 2004   | Spacewatch               |
| 497097 - | 2004 BW7                 | 17 gennaio 2004   | Spacewatch               |
| 497098 - | 2004 BS65                | 21 dicembre 2003  | Spacewatch               |
| 497099 - | 2004 BB85                | 29 gennaio 2004   | LINEAR                   |
| 497100 - | 2004 BQ143               | 18 dicembre 2003  | Spacewatch               |

## 497101-497200
| Nome     | Designazione provvisoria | Data di scoperta  | Scopritore           |
| -------- | ------------------------ | ----------------- | -------------------- |
| 497101 - | 2004 BT149               | 16 gennaio 2004   | Spacewatch           |
| 497102 - | 2004 BO153               | 28 dicembre 2003  | Spacewatch           |
| 497103 - | 2004 BO160               | 22 gennaio 2004   | Cerro Paranal        |
| 497104 - | 2004 CX                  | 26 gennaio 2004   | LONEOS               |
| 497105 - | 2004 CH8                 | 11 febbraio 2004  | Spacewatch           |
| 497106 - | 2004 CC9                 | 28 gennaio 2004   | Spacewatch           |
| 497107 - | 2004 CA53                | 11 febbraio 2004  | Spacewatch           |
| 497108 - | 2004 DP54                | 22 febbraio 2004  | Spacewatch           |
| 497109 - | 2004 DV55                | 12 febbraio 2004  | Spacewatch           |
| 497110 - | 2004 DG63                | 17 febbraio 2004  | Spacewatch           |
| 497111 - | 2004 DE64                | 17 febbraio 2004  | LINEAR               |
| 497112 - | 2004 EH                  | 11 marzo 2004     | NEAT                 |
| 497113 - | 2004 EK1                 | 14 marzo 2004     | LINEAR               |
| 497114 - | 2004 EF51                | 14 marzo 2004     | Spacewatch           |
| 497115 - | 2004 EL58                | 15 marzo 2004     | CSS                  |
| 497116 - | 2004 EX104               | 15 marzo 2004     | Spacewatch           |
| 497117 - | 2004 FU4                 | 20 marzo 2004     | LINEAR               |
| 497118 - | 2004 FM23                | 17 marzo 2004     | Spacewatch           |
| 497119 - | 2004 FL119               | 23 marzo 2004     | Spacewatch           |
| 497120 - | 2004 FO135               | 27 marzo 2004     | LINEAR               |
| 497121 - | 2004 GY19                | 13 aprile 2004    | Yeung, W. K. Y.      |
| 497122 - | 2004 GM48                | 12 aprile 2004    | Spacewatch           |
| 497123 - | 2004 KP3                 | 16 maggio 2004    | LINEAR               |
| 497124 - | 2004 LL23                | 15 giugno 2004    | LINEAR               |
| 497125 - | 2004 NG4                 | 11 luglio 2004    | LINEAR               |
| 497126 - | 2004 NO6                 | 11 luglio 2004    | LINEAR               |
| 497127 - | 2004 NR23                | 14 luglio 2004    | LINEAR               |
| 497128 - | 2004 PU19                | 8 agosto 2004     | LONEOS               |
| 497129 - | 2004 PC31                | 8 agosto 2004     | LINEAR               |
| 497130 - | 2004 PC67                | 14 luglio 2004    | Siding Spring Survey |
| 497131 - | 2004 PX80                | 10 agosto 2004    | LINEAR               |
| 497132 - | 2004 PS95                | 13 agosto 2004    | Broughton, J.        |
| 497133 - | 2004 PV97                | 14 agosto 2004    | Broughton, J.        |
| 497134 - | 2004 QZ12                | 21 agosto 2004    | Siding Spring Survey |
| 497135 - | 2004 QD20                | 26 agosto 2004    | LINEAR               |
| 497136 - | 2004 QO26                | 23 agosto 2004    | Siding Spring Survey |
| 497137 - | 2004 RW                  | 3 settembre 2004  | Dixon, D. S.         |
| 497138 - | 2004 RE10                | 7 settembre 2004  | LINEAR               |
| 497139 - | 2004 RC16                | 7 settembre 2004  | Spacewatch           |
| 497140 - | 2004 RQ19                | 7 settembre 2004  | Spacewatch           |
| 497141 - | 2004 RQ20                | 7 settembre 2004  | Spacewatch           |
| 497142 - | 2004 RH38                | 7 settembre 2004  | LINEAR               |
| 497143 - | 2004 RG39                | 7 settembre 2004  | LINEAR               |
| 497144 - | 2004 RC60                | 8 settembre 2004  | LINEAR               |
| 497145 - | 2004 RG71                | 8 settembre 2004  | LINEAR               |
| 497146 - | 2004 RN89                | 8 settembre 2004  | LINEAR               |
| 497147 - | 2004 RY89                | 27 agosto 2004    | CSS                  |
| 497148 - | 2004 RO95                | 21 agosto 2004    | CSS                  |
| 497149 - | 2004 RW111               | 12 settembre 2004 | Spacewatch           |
| 497150 - | 2004 RF140               | 23 agosto 2004    | Spacewatch           |
| 497151 - | 2004 RM148               | 8 settembre 2004  | LINEAR               |
| 497152 - | 2004 RW163               | 10 settembre 2004 | LINEAR               |
| 497153 - | 2004 RC170               | 8 settembre 2004  | NEAT                 |
| 497154 - | 2004 RJ185               | 10 settembre 2004 | LINEAR               |
| 497155 - | 2004 RW191               | 27 agosto 2004    | CSS                  |
| 497156 - | 2004 RG194               | 10 settembre 2004 | LINEAR               |
| 497157 - | 2004 RE197               | 10 settembre 2004 | LINEAR               |
| 497158 - | 2004 RU197               | 10 settembre 2004 | LINEAR               |
| 497159 - | 2004 RF198               | 10 settembre 2004 | LINEAR               |
| 497160 - | 2004 RT208               | 11 settembre 2004 | LINEAR               |
| 497161 - | 2004 RW225               | 9 settembre 2004  | LINEAR               |
| 497162 - | 2004 RB298               | 11 settembre 2004 | Spacewatch           |
| 497163 - | 2004 RH316               | 20 agosto 2004    | CSS                  |
| 497164 - | 2004 RR324               | 13 settembre 2004 | LINEAR               |
| 497165 - | 2004 RG333               | 15 settembre 2004 | LONEOS               |
| 497166 - | 2004 RK336               | 15 settembre 2004 | Spacewatch           |
| 497167 - | 2004 RG346               | 8 settembre 2004  | LINEAR               |
| 497168 - | 2004 SG5                 | 18 agosto 2004    | Siding Spring Survey |
| 497169 - | 2004 SO19                | 18 settembre 2004 | LINEAR               |
| 497170 - | 2004 SJ37                | 17 settembre 2004 | Spacewatch           |
| 497171 - | 2004 TX1                 | 18 settembre 2004 | LINEAR               |
| 497172 - | 2004 TF9                 | 5 ottobre 2004    | Spacewatch           |
| 497173 - | 2004 TA10                | 7 ottobre 2004    | Spacewatch           |
| 497174 - | 2004 TK10                | 8 ottobre 2004    | Spacewatch           |
| 497175 - | 2004 TB11                | 15 settembre 2004 | LINEAR               |
| 497176 - | 2004 TQ13                | 9 ottobre 2004    | LINEAR               |
| 497177 - | 2004 TA34                | 4 ottobre 2004    | Spacewatch           |
| 497178 - | 2004 TY35                | 4 ottobre 2004    | Spacewatch           |
| 497179 - | 2004 TG37                | 4 ottobre 2004    | Spacewatch           |
| 497180 - | 2004 TJ37                | 7 settembre 2004  | Spacewatch           |
| 497181 - | 2004 TX41                | 4 ottobre 2004    | Spacewatch           |
| 497182 - | 2004 TS55                | 4 ottobre 2004    | Spacewatch           |
| 497183 - | 2004 TW63                | 5 ottobre 2004    | Spacewatch           |
| 497184 - | 2004 TA65                | 5 ottobre 2004    | Spacewatch           |
| 497185 - | 2004 TX69                | 5 ottobre 2004    | LONEOS               |
| 497186 - | 2004 TF71                | 6 ottobre 2004    | Spacewatch           |
| 497187 - | 2004 TU71                | 10 settembre 2004 | Spacewatch           |
| 497188 - | 2004 TA93                | 17 settembre 2004 | LINEAR               |
| 497189 - | 2004 TJ113               | 7 ottobre 2004    | Spacewatch           |
| 497190 - | 2004 TQ135               | 8 ottobre 2004    | LONEOS               |
| 497191 - | 2004 TT150               | 10 settembre 2004 | Spacewatch           |
| 497192 - | 2004 TU150               | 6 ottobre 2004    | Spacewatch           |
| 497193 - | 2004 TP159               | 6 ottobre 2004    | Spacewatch           |
| 497194 - | 2004 TS161               | 6 ottobre 2004    | Spacewatch           |
| 497195 - | 2004 TQ183               | 7 ottobre 2004    | Spacewatch           |
| 497196 - | 2004 TJ184               | 10 settembre 2004 | Spacewatch           |
| 497197 - | 2004 TT185               | 7 ottobre 2004    | Spacewatch           |
| 497198 - | 2004 TU186               | 7 ottobre 2004    | LONEOS               |
| 497199 - | 2004 TS217               | 24 settembre 2004 | Spacewatch           |
| 497200 - | 2004 TH219               | 17 settembre 2004 | Spacewatch           |

## 497201-497300
| Nome     | Designazione provvisoria | Data di scoperta  | Scopritore           |
| -------- | ------------------------ | ----------------- | -------------------- |
| 497201 - | 2004 TA259               | 9 ottobre 2004    | Spacewatch           |
| 497202 - | 2004 TK274               | 9 ottobre 2004    | Spacewatch           |
| 497203 - | 2004 TF276               | 9 ottobre 2004    | Spacewatch           |
| 497204 - | 2004 TN278               | 9 ottobre 2004    | Spacewatch           |
| 497205 - | 2004 TD328               | 21 settembre 2004 | LONEOS               |
| 497206 - | 2004 UJ7                 | 10 ottobre 2004   | LINEAR               |
| 497207 - | 2004 UP9                 | 7 ottobre 2004    | LONEOS               |
| 497208 - | 2004 VQ26                | 4 novembre 2004   | CSS                  |
| 497209 - | 2004 VY36                | 10 ottobre 2004   | Spacewatch           |
| 497210 - | 2004 VH38                | 14 ottobre 2004   | Spacewatch           |
| 497211 - | 2004 VG68                | 15 ottobre 2004   | Spacewatch           |
| 497212 - | 2004 VH68                | 10 novembre 2004  | Spacewatch           |
| 497213 - | 2004 VB77                | 12 novembre 2004  | CSS                  |
| 497214 - | 2004 VZ77                | 13 novembre 2004  | CSS                  |
| 497215 - | 2004 VY90                | 3 novembre 2004   | NEAT                 |
| 497216 - | 2004 XF24                | 4 novembre 2004   | Spacewatch           |
| 497217 - | 2004 XK98                | 11 dicembre 2004  | Spacewatch           |
| 497218 - | 2004 XX102               | 14 dicembre 2004  | CSS                  |
| 497219 - | 2004 XG131               | 10 novembre 2004  | Spacewatch           |
| 497220 - | 2004 XD134               | 3 novembre 2004   | CSS                  |
| 497221 - | 2004 XE137               | 15 dicembre 2004  | LINEAR               |
| 497222 - | 2004 XA143               | 9 dicembre 2004   | Spacewatch           |
| 497223 - | 2004 YV18                | 18 dicembre 2004  | Mt. Lemmon Survey    |
| 497224 - | 2005 AN15                | 6 gennaio 2005    | LINEAR               |
| 497225 - | 2005 AD16                | 6 gennaio 2005    | LINEAR               |
| 497226 - | 2005 AA23                | 15 dicembre 2004  | LINEAR               |
| 497227 - | 2005 AN27                | 13 gennaio 2005   | LINEAR               |
| 497228 - | 2005 AV59                | 7 gennaio 2005    | Spacewatch           |
| 497229 - | 2005 AU65                | 20 dicembre 2004  | Mt. Lemmon Survey    |
| 497230 - | 2005 CU25                | 4 febbraio 2005   | Mt. Lemmon Survey    |
| 497231 - | 2005 CY30                | 1º febbraio 2005  | Spacewatch           |
| 497232 - | 2005 EF                  | 1º marzo 2005     | CSS                  |
| 497233 - | 2005 EN15                | 3 marzo 2005      | Spacewatch           |
| 497234 - | 2005 ES42                | 3 marzo 2005      | Spacewatch           |
| 497235 - | 2005 EO43                | 3 febbraio 2005   | LINEAR               |
| 497236 - | 2005 EJ94                | 9 marzo 2005      | Mt. Lemmon Survey    |
| 497237 - | 2005 EN98                | 3 marzo 2005      | CSS                  |
| 497238 - | 2005 EH114               | 4 marzo 2005      | Mt. Lemmon Survey    |
| 497239 - | 2005 EY165               | 11 marzo 2005     | Spacewatch           |
| 497240 - | 2005 EP174               | 8 marzo 2005      | Spacewatch           |
| 497241 - | 2005 EN204               | 11 marzo 2005     | Mt. Lemmon Survey    |
| 497242 - | 2005 EA237               | 11 marzo 2005     | Spacewatch           |
| 497243 - | 2005 EO279               | 14 febbraio 2005  | CSS                  |
| 497244 - | 2005 EW327               | 3 marzo 2005      | Spacewatch           |
| 497245 - | 2005 FH                  | 16 marzo 2005     | CSS                  |
| 497246 - | 2005 GL19                | 2 aprile 2005     | Mt. Lemmon Survey    |
| 497247 - | 2005 GA25                | 2 aprile 2005     | Mt. Lemmon Survey    |
| 497248 - | 2005 GW55                | 11 marzo 2005     | Mt. Lemmon Survey    |
| 497249 - | 2005 GO57                | 16 marzo 2005     | Mt. Lemmon Survey    |
| 497250 - | 2005 GP105               | 10 aprile 2005    | Spacewatch           |
| 497251 - | 2005 GQ135               | 10 aprile 2005    | Spacewatch           |
| 497252 - | 2005 GO160               | 12 aprile 2005    | Spacewatch           |
| 497253 - | 2005 GB180               | 7 aprile 2005     | LONEOS               |
| 497254 - | 2005 GS201               | 4 aprile 2005     | Mt. Lemmon Survey    |
| 497255 - | 2005 GU201               | 4 aprile 2005     | Mt. Lemmon Survey    |
| 497256 - | 2005 GZ212               | 9 aprile 2005     | Calvin College       |
| 497257 - | 2005 JY                  | 12 marzo 2005     | Mt. Lemmon Survey    |
| 497258 - | 2005 JO7                 | 2 aprile 2005     | Mt. Lemmon Survey    |
| 497259 - | 2005 JM16                | 10 marzo 2005     | Mt. Lemmon Survey    |
| 497260 - | 2005 JY36                | 4 maggio 2005     | CSS                  |
| 497261 - | 2005 JC58                | 7 maggio 2005     | Mt. Lemmon Survey    |
| 497262 - | 2005 JA61                | 8 maggio 2005     | Spacewatch           |
| 497263 - | 2005 JS97                | 8 maggio 2005     | Spacewatch           |
| 497264 - | 2005 JF106               | 3 maggio 2005     | Spacewatch           |
| 497265 - | 2005 JK120               | 10 maggio 2005    | Spacewatch           |
| 497266 - | 2005 JB155               | 4 maggio 2005     | Mt. Lemmon Survey    |
| 497267 - | 2005 JX172               | 10 maggio 2005    | Buie, M. W.          |
| 497268 - | 2005 JW174               | 11 maggio 2005    | Buie, M. W.          |
| 497269 - | 2005 JW185               | 4 maggio 2005     | Spacewatch           |
| 497270 - | 2005 MK45                | 27 giugno 2005    | Spacewatch           |
| 497271 - | 2005 NO9                 | 1º luglio 2005    | Spacewatch           |
| 497272 - | 2005 NR29                | 3 luglio 2005     | Mt. Lemmon Survey    |
| 497273 - | 2005 NB33                | 5 luglio 2005     | Spacewatch           |
| 497274 - | 2005 NS52                | 10 luglio 2005    | Spacewatch           |
| 497275 - | 2005 NX109               | 7 luglio 2005     | Veillet, C.          |
| 497276 - | 2005 OU17                | 30 luglio 2005    | NEAT                 |
| 497277 - | 2005 QC42                | 26 agosto 2005    | LONEOS               |
| 497278 - | 2005 QH58                | 25 agosto 2005    | NEAT                 |
| 497279 - | 2005 QS116               | 28 agosto 2005    | Spacewatch           |
| 497280 - | 2005 QZ125               | 28 agosto 2005    | Spacewatch           |
| 497281 - | 2005 QS126               | 28 agosto 2005    | Spacewatch           |
| 497282 - | 2005 QN161               | 28 agosto 2005    | Siding Spring Survey |
| 497283 - | 2005 QS189               | 29 agosto 2005    | Spacewatch           |
| 497284 - | 2005 SO                  | 22 settembre 2005 | Pauwels, T.          |
| 497285 - | 2005 SX11                | 23 settembre 2005 | Spacewatch           |
| 497286 - | 2005 SJ21                | 27 settembre 2005 | Spacewatch           |
| 497287 - | 2005 SH55                | 25 settembre 2005 | Spacewatch           |
| 497288 - | 2005 SE64                | 26 settembre 2005 | Spacewatch           |
| 497289 - | 2005 SW76                | 24 settembre 2005 | Spacewatch           |
| 497290 - | 2005 SS84                | 24 settembre 2005 | Spacewatch           |
| 497291 - | 2005 SB86                | 24 settembre 2005 | Spacewatch           |
| 497292 - | 2005 ST88                | 24 settembre 2005 | Spacewatch           |
| 497293 - | 2005 SD98                | 25 settembre 2005 | Spacewatch           |
| 497294 - | 2005 SK110               | 26 settembre 2005 | Spacewatch           |
| 497295 - | 2005 SR111               | 26 settembre 2005 | Spacewatch           |
| 497296 - | 2005 SS181               | 29 settembre 2005 | Spacewatch           |
| 497297 - | 2005 SP230               | 30 settembre 2005 | Mt. Lemmon Survey    |
| 497298 - | 2005 SJ231               | 30 settembre 2005 | Mt. Lemmon Survey    |
| 497299 - | 2005 SF233               | 30 settembre 2005 | Mt. Lemmon Survey    |
| 497300 - | 2005 SL234               | 29 settembre 2005 | Mt. Lemmon Survey    |

## 497301-497400
| Nome     | Designazione provvisoria | Data di scoperta  | Scopritore        |
| -------- | ------------------------ | ----------------- | ----------------- |
| 497301 - | 2005 SO239               | 3 settembre 2005  | CSS               |
| 497302 - | 2005 SA246               | 30 settembre 2005 | Mt. Lemmon Survey |
| 497303 - | 2005 SD269               | 25 settembre 2005 | Spacewatch        |
| 497304 - | 2005 ST269               | 29 settembre 2005 | Spacewatch        |
| 497305 - | 2005 SL273               | 27 settembre 2005 | Spacewatch        |
| 497306 - | 2005 SW288               | 27 settembre 2005 | Becker, A. C.     |
| 497307 - | 2005 SP291               | 25 settembre 2005 | Spacewatch        |
| 497308 - | 2005 TL4                 | 1º ottobre 2005   | Mt. Lemmon Survey |
| 497309 - | 2005 TW42                | 4 ottobre 2005    | Mt. Lemmon Survey |
| 497310 - | 2005 TO58                | 1º ottobre 2005   | Mt. Lemmon Survey |
| 497311 - | 2005 TN62                | 4 ottobre 2005    | Mt. Lemmon Survey |
| 497312 - | 2005 TB66                | 3 ottobre 2005    | Spacewatch        |
| 497313 - | 2005 TY87                | 29 settembre 2005 | Mt. Lemmon Survey |
| 497314 - | 2005 TH97                | 6 ottobre 2005    | Mt. Lemmon Survey |
| 497315 - | 2005 TO99                | 7 ottobre 2005    | Spacewatch        |
| 497316 - | 2005 TK102               | 7 ottobre 2005    | Mt. Lemmon Survey |
| 497317 - | 2005 TO103               | 23 settembre 2005 | Spacewatch        |
| 497318 - | 2005 TA115               | 27 settembre 2005 | Spacewatch        |
| 497319 - | 2005 TY115               | 7 ottobre 2005    | Spacewatch        |
| 497320 - | 2005 TX116               | 7 ottobre 2005    | Spacewatch        |
| 497321 - | 2005 TA120               | 7 ottobre 2005    | Spacewatch        |
| 497322 - | 2005 TK123               | 7 ottobre 2005    | Spacewatch        |
| 497323 - | 2005 TU125               | 7 ottobre 2005    | Spacewatch        |
| 497324 - | 2005 TH130               | 7 ottobre 2005    | Spacewatch        |
| 497325 - | 2005 TU145               | 8 ottobre 2005    | Spacewatch        |
| 497326 - | 2005 TD149               | 29 settembre 2005 | Spacewatch        |
| 497327 - | 2005 TW156               | 9 ottobre 2005    | Spacewatch        |
| 497328 - | 2005 TR157               | 29 settembre 2005 | Spacewatch        |
| 497329 - | 2005 TZ164               | 2 ottobre 2005    | Mt. Lemmon Survey |
| 497330 - | 2005 TW168               | 9 ottobre 2005    | Spacewatch        |
| 497331 - | 2005 TE182               | 3 ottobre 2005    | NEAT              |
| 497332 - | 2005 TV196               | 1º ottobre 2005   | Spacewatch        |
| 497333 - | 2005 UW1                 | 22 ottobre 2005   | Healy, D.         |
| 497334 - | 2005 UK11                | 22 ottobre 2005   | Spacewatch        |
| 497335 - | 2005 UP11                | 22 ottobre 2005   | Spacewatch        |
| 497336 - | 2005 UT15                | 22 ottobre 2005   | Spacewatch        |
| 497337 - | 2005 UT23                | 23 ottobre 2005   | Spacewatch        |
| 497338 - | 2005 UN48                | 22 ottobre 2005   | Spacewatch        |
| 497339 - | 2005 UN70                | 23 ottobre 2005   | CSS               |
| 497340 - | 2005 UH80                | 25 ottobre 2005   | Spacewatch        |
| 497341 - | 2005 UF85                | 22 ottobre 2005   | Spacewatch        |
| 497342 - | 2005 UH97                | 22 ottobre 2005   | Spacewatch        |
| 497343 - | 2005 UX97                | 22 ottobre 2005   | Spacewatch        |
| 497344 - | 2005 UY104               | 22 ottobre 2005   | Spacewatch        |
| 497345 - | 2005 UL121               | 24 ottobre 2005   | Spacewatch        |
| 497346 - | 2005 UD124               | 24 ottobre 2005   | Spacewatch        |
| 497347 - | 2005 UX133               | 25 ottobre 2005   | Spacewatch        |
| 497348 - | 2005 UV166               | 1º ottobre 2005   | Mt. Lemmon Survey |
| 497349 - | 2005 UD169               | 24 ottobre 2005   | Spacewatch        |
| 497350 - | 2005 UO171               | 24 ottobre 2005   | Spacewatch        |
| 497351 - | 2005 UA178               | 24 ottobre 2005   | Spacewatch        |
| 497352 - | 2005 UC180               | 24 ottobre 2005   | Spacewatch        |
| 497353 - | 2005 UH183               | 25 ottobre 2005   | Spacewatch        |
| 497354 - | 2005 UX185               | 25 ottobre 2005   | Mt. Lemmon Survey |
| 497355 - | 2005 UJ187               | 26 ottobre 2005   | Spacewatch        |
| 497356 - | 2005 UB192               | 27 ottobre 2005   | Mt. Lemmon Survey |
| 497357 - | 2005 UW199               | 25 ottobre 2005   | Spacewatch        |
| 497358 - | 2005 UV221               | 25 ottobre 2005   | Spacewatch        |
| 497359 - | 2005 UJ223               | 25 ottobre 2005   | Spacewatch        |
| 497360 - | 2005 UF225               | 25 ottobre 2005   | Spacewatch        |
| 497361 - | 2005 UZ235               | 25 ottobre 2005   | Spacewatch        |
| 497362 - | 2005 UU248               | 28 ottobre 2005   | Mt. Lemmon Survey |
| 497363 - | 2005 UW256               | 25 ottobre 2005   | Spacewatch        |
| 497364 - | 2005 UH260               | 25 ottobre 2005   | Spacewatch        |
| 497365 - | 2005 UY260               | 25 ottobre 2005   | Mt. Lemmon Survey |
| 497366 - | 2005 UV276               | 24 ottobre 2005   | Spacewatch        |
| 497367 - | 2005 UN281               | 25 ottobre 2005   | Mt. Lemmon Survey |
| 497368 - | 2005 UM286               | 26 ottobre 2005   | Spacewatch        |
| 497369 - | 2005 UU307               | 27 ottobre 2005   | Mt. Lemmon Survey |
| 497370 - | 2005 UL319               | 27 ottobre 2005   | Spacewatch        |
| 497371 - | 2005 UV319               | 27 ottobre 2005   | Spacewatch        |
| 497372 - | 2005 UM332               | 29 ottobre 2005   | Spacewatch        |
| 497373 - | 2005 UL334               | 29 ottobre 2005   | Mt. Lemmon Survey |
| 497374 - | 2005 UW337               | 30 settembre 2005 | Mt. Lemmon Survey |
| 497375 - | 2005 UL369               | 27 ottobre 2005   | Spacewatch        |
| 497376 - | 2005 UJ371               | 27 ottobre 2005   | Mt. Lemmon Survey |
| 497377 - | 2005 UT414               | 25 ottobre 2005   | Spacewatch        |
| 497378 - | 2005 UG423               | 28 ottobre 2005   | Spacewatch        |
| 497379 - | 2005 UW425               | 28 ottobre 2005   | Spacewatch        |
| 497380 - | 2005 UM429               | 28 ottobre 2005   | Spacewatch        |
| 497381 - | 2005 UU435               | 29 ottobre 2005   | Mt. Lemmon Survey |
| 497382 - | 2005 UM436               | 9 ottobre 2005    | Spacewatch        |
| 497383 - | 2005 UM462               | 25 ottobre 2005   | Spacewatch        |
| 497384 - | 2005 UW472               | 30 ottobre 2005   | Mt. Lemmon Survey |
| 497385 - | 2005 UB526               | 28 ottobre 2005   | Mt. Lemmon Survey |
| 497386 - | 2005 UG527               | 30 ottobre 2005   | Mt. Lemmon Survey |
| 497387 - | 2005 VD8                 | 1º novembre 2005  | Spacewatch        |
| 497388 - | 2005 VS9                 | 1º novembre 2005  | Spacewatch        |
| 497389 - | 2005 VT33                | 2 novembre 2005   | Mt. Lemmon Survey |
| 497390 - | 2005 VX59                | 5 novembre 2005   | Spacewatch        |
| 497391 - | 2005 VA81                | 25 ottobre 2005   | Mt. Lemmon Survey |
| 497392 - | 2005 VR89                | 25 ottobre 2005   | Spacewatch        |
| 497393 - | 2005 VH95                | 6 novembre 2005   | Spacewatch        |
| 497394 - | 2005 VA103               | 2 novembre 2005   | CSS               |
| 497395 - | 2005 VL109               | 6 novembre 2005   | Mt. Lemmon Survey |
| 497396 - | 2005 VP114               | 10 novembre 2005  | CINEOS            |
| 497397 - | 2005 VP117               | 11 novembre 2005  | Spacewatch        |
| 497398 - | 2005 VC118               | 14 novembre 2005  | NEAT              |
| 497399 - | 2005 VC125               | 10 novembre 2005  | Mt. Lemmon Survey |
| 497400 - | 2005 VH130               | 23 settembre 2005 | Spacewatch        |

## 497401-497500
| Nome     | Designazione provvisoria | Data di scoperta | Scopritore        |
| -------- | ------------------------ | ---------------- | ----------------- |
| 497401 - | 2005 VR135               | 10 novembre 2005 | Spacewatch        |
| 497402 - | 2005 WJ4                 | 25 novembre 2005 | Mt. Lemmon Survey |
| 497403 - | 2005 WT5                 | 21 novembre 2005 | Spacewatch        |
| 497404 - | 2005 WF14                | 3 novembre 2005  | Spacewatch        |
| 497405 - | 2005 WF17                | 22 novembre 2005 | Spacewatch        |
| 497406 - | 2005 WM33                | 21 novembre 2005 | Spacewatch        |
| 497407 - | 2005 WG34                | 21 novembre 2005 | CSS               |
| 497408 - | 2005 WY35                | 22 novembre 2005 | Spacewatch        |
| 497409 - | 2005 WE48                | 25 novembre 2005 | Spacewatch        |
| 497410 - | 2005 WE49                | 25 novembre 2005 | Spacewatch        |
| 497411 - | 2005 WE50                | 25 novembre 2005 | Mt. Lemmon Survey |
| 497412 - | 2005 WL63                | 25 novembre 2005 | Mt. Lemmon Survey |
| 497413 - | 2005 WH80                | 25 novembre 2005 | Spacewatch        |
| 497414 - | 2005 WS80                | 26 novembre 2005 | Mt. Lemmon Survey |
| 497415 - | 2005 WU103               | 28 novembre 2005 | LINEAR            |
| 497416 - | 2005 WW105               | 29 novembre 2005 | CSS               |
| 497417 - | 2005 WG114               | 28 novembre 2005 | Spacewatch        |
| 497418 - | 2005 WU124               | 25 novembre 2005 | Spacewatch        |
| 497419 - | 2005 WF126               | 25 novembre 2005 | Mt. Lemmon Survey |
| 497420 - | 2005 WO140               | 26 novembre 2005 | Mt. Lemmon Survey |
| 497421 - | 2005 WT160               | 28 novembre 2005 | Spacewatch        |
| 497422 - | 2005 WB166               | 29 novembre 2005 | LINEAR            |
| 497423 - | 2005 WV186               | 29 novembre 2005 | Spacewatch        |
| 497424 - | 2005 WK188               | 30 novembre 2005 | Spacewatch        |
| 497425 - | 2005 XK                  | 1º dicembre 2005 | Mt. Lemmon Survey |
| 497426 - | 2005 XZ9                 | 1º dicembre 2005 | Spacewatch        |
| 497427 - | 2005 XR12                | 25 ottobre 2005  | Mt. Lemmon Survey |
| 497428 - | 2005 XQ28                | 3 novembre 2005  | LINEAR            |
| 497429 - | 2005 XB29                | 2 dicembre 2005  | LINEAR            |
| 497430 - | 2005 XA45                | 2 dicembre 2005  | Spacewatch        |
| 497431 - | 2005 XX49                | 2 dicembre 2005  | Spacewatch        |
| 497432 - | 2005 XH52                | 2 dicembre 2005  | Spacewatch        |
| 497433 - | 2005 XC59                | 3 dicembre 2005  | Spacewatch        |
| 497434 - | 2005 XA63                | 5 dicembre 2005  | Mt. Lemmon Survey |
| 497435 - | 2005 XH67                | 29 ottobre 2005  | Mt. Lemmon Survey |
| 497436 - | 2005 XL82                | 10 dicembre 2005 | Spacewatch        |
| 497437 - | 2005 XD90                | 1º dicembre 2005 | Spacewatch        |
| 497438 - | 2005 XJ100               | 1º dicembre 2005 | Buie, M. W.       |
| 497439 - | 2005 YK7                 | 22 dicembre 2005 | CSS               |
| 497440 - | 2005 YT13                | 25 agosto 1995   | Spacewatch        |
| 497441 - | 2005 YW13                | 22 dicembre 2005 | Spacewatch        |
| 497442 - | 2005 YQ14                | 3 novembre 2005  | Mt. Lemmon Survey |
| 497443 - | 2005 YA19                | 7 dicembre 2005  | Spacewatch        |
| 497444 - | 2005 YW20                | 24 dicembre 2005 | Spacewatch        |
| 497445 - | 2005 YQ21                | 24 dicembre 2005 | Spacewatch        |
| 497446 - | 2005 YC22                | 24 dicembre 2005 | Spacewatch        |
| 497447 - | 2005 YH22                | 4 dicembre 2005  | Mt. Lemmon Survey |
| 497448 - | 2005 YL22                | 24 dicembre 2005 | Spacewatch        |
| 497449 - | 2005 YN23                | 24 dicembre 2005 | Spacewatch        |
| 497450 - | 2005 YM32                | 22 dicembre 2005 | Spacewatch        |
| 497451 - | 2005 YG36                | 25 dicembre 2005 | Spacewatch        |
| 497452 - | 2005 YL52                | 27 ottobre 2005  | Mt. Lemmon Survey |
| 497453 - | 2005 YB58                | 24 dicembre 2005 | Spacewatch        |
| 497454 - | 2005 YN59                | 26 dicembre 2005 | Mt. Lemmon Survey |
| 497455 - | 2005 YY59                | 22 dicembre 2005 | Spacewatch        |
| 497456 - | 2005 YO62                | 5 dicembre 2005  | Mt. Lemmon Survey |
| 497457 - | 2005 YP64                | 25 dicembre 2005 | Mt. Lemmon Survey |
| 497458 - | 2005 YQ80                | 24 dicembre 2005 | Spacewatch        |
| 497459 - | 2005 YR81                | 24 dicembre 2005 | Spacewatch        |
| 497460 - | 2005 YJ91                | 26 dicembre 2005 | Mt. Lemmon Survey |
| 497461 - | 2005 YV97                | 24 dicembre 2005 | Spacewatch        |
| 497462 - | 2005 YA98                | 24 dicembre 2005 | Spacewatch        |
| 497463 - | 2005 YB101               | 25 dicembre 2005 | Spacewatch        |
| 497464 - | 2005 YE108               | 25 dicembre 2005 | Spacewatch        |
| 497465 - | 2005 YR130               | 25 dicembre 2005 | Spacewatch        |
| 497466 - | 2005 YT137               | 26 dicembre 2005 | Spacewatch        |
| 497467 - | 2005 YR139               | 28 dicembre 2005 | Mt. Lemmon Survey |
| 497468 - | 2005 YA141               | 28 dicembre 2005 | Mt. Lemmon Survey |
| 497469 - | 2005 YD145               | 28 dicembre 2005 | Mt. Lemmon Survey |
| 497470 - | 2005 YC147               | 29 dicembre 2005 | Mt. Lemmon Survey |
| 497471 - | 2005 YA154               | 29 dicembre 2005 | Mt. Lemmon Survey |
| 497472 - | 2005 YQ163               | 28 dicembre 2005 | Spacewatch        |
| 497473 - | 2005 YD170               | 31 dicembre 2005 | Spacewatch        |
| 497474 - | 2005 YN174               | 29 dicembre 2005 | NEAT              |
| 497475 - | 2005 YH186               | 29 dicembre 2005 | CSS               |
| 497476 - | 2005 YO210               | 24 dicembre 2005 | LINEAR            |
| 497477 - | 2005 YW238               | 2 dicembre 2005  | Mt. Lemmon Survey |
| 497478 - | 2005 YZ250               | 28 dicembre 2005 | Spacewatch        |
| 497479 - | 2005 YM251               | 28 dicembre 2005 | Spacewatch        |
| 497480 - | 2005 YU255               | 2 dicembre 2005  | Mt. Lemmon Survey |
| 497481 - | 2005 YG257               | 30 dicembre 2005 | Spacewatch        |
| 497482 - | 2005 YF271               | 28 dicembre 2005 | Spacewatch        |
| 497483 - | 2005 YE277               | 24 dicembre 2005 | Spacewatch        |
| 497484 - | 2005 YW284               | 28 dicembre 2005 | Spacewatch        |
| 497485 - | 2005 YA291               | 27 dicembre 2005 | Spacewatch        |
| 497486 - | 2006 AA6                 | 2 gennaio 2006   | LINEAR            |
| 497487 - | 2006 AT14                | 5 gennaio 2006   | Mt. Lemmon Survey |
| 497488 - | 2006 AR15                | 6 ottobre 2005   | Mt. Lemmon Survey |
| 497489 - | 2006 AJ19                | 2 gennaio 2006   | LINEAR            |
| 497490 - | 2006 AH23                | 22 dicembre 2005 | Spacewatch        |
| 497491 - | 2006 AB24                | 10 dicembre 2005 | Spacewatch        |
| 497492 - | 2006 AH27                | 5 gennaio 2006   | Mt. Lemmon Survey |
| 497493 - | 2006 AO32                | 5 gennaio 2006   | Spacewatch        |
| 497494 - | 2006 AP58                | 24 dicembre 2005 | Spacewatch        |
| 497495 - | 2006 AM66                | 9 gennaio 2006   | Spacewatch        |
| 497496 - | 2006 AO72                | 6 gennaio 2006   | Mt. Lemmon Survey |
| 497497 - | 2006 AV76                | 28 dicembre 2005 | Spacewatch        |
| 497498 - | 2006 AA82                | 7 gennaio 2006   | Spacewatch        |
| 497499 - | 2006 AD86                | 25 ottobre 2005  | Spacewatch        |
| 497500 - | 2006 AQ86                | 30 dicembre 2005 | Mt. Lemmon Survey |

## 497501-497600
| Nome              | Designazione provvisoria | Data di scoperta | Scopritore        |
| ----------------- | ------------------------ | ---------------- | ----------------- |
| 497501 -          | 2006 AV97                | 5 gennaio 2006   | Mt. Lemmon Survey |
| 497502 -          | 2006 AP105               | 7 gennaio 2006   | Mt. Lemmon Survey |
| 497503 -          | 2006 BL6                 | 21 gennaio 2006  | Spacewatch        |
| 497504 -          | 2006 BG9                 | 22 gennaio 2006  | Spacewatch        |
| 497505 -          | 2006 BR21                | 22 gennaio 2006  | Mt. Lemmon Survey |
| 497506 -          | 2006 BO44                | 23 gennaio 2006  | Mt. Lemmon Survey |
| 497507 -          | 2006 BZ48                | 25 gennaio 2006  | Spacewatch        |
| 497508 -          | 2006 BB51                | 25 gennaio 2006  | Spacewatch        |
| 497509 -          | 2006 BB66                | 23 gennaio 2006  | Spacewatch        |
| 497510 -          | 2006 BQ74                | 23 gennaio 2006  | Spacewatch        |
| 497511 -          | 2006 BF75                | 23 gennaio 2006  | Spacewatch        |
| 497512 -          | 2006 BU75                | 23 gennaio 2006  | Spacewatch        |
| 497513 -          | 2006 BQ76                | 23 gennaio 2006  | Spacewatch        |
| 497514 -          | 2006 BR77                | 23 gennaio 2006  | Mt. Lemmon Survey |
| 497515 -          | 2006 BX97                | 27 gennaio 2006  | CSS               |
| 497516 -          | 2006 BN102               | 23 gennaio 2006  | Mt. Lemmon Survey |
| 497517 -          | 2006 BL105               | 24 dicembre 2005 | Spacewatch        |
| 497518 -          | 2006 BH118               | 25 dicembre 2005 | Spacewatch        |
| 497519 -          | 2006 BJ119               | 25 dicembre 2005 | CSS               |
| 497520 -          | 2006 BL123               | 26 gennaio 2006  | Spacewatch        |
| 497521 -          | 2006 BY124               | 26 gennaio 2006  | Spacewatch        |
| 497522 -          | 2006 BH133               | 26 gennaio 2006  | Spacewatch        |
| 497523 -          | 2006 BO137               | 28 gennaio 2006  | Mt. Lemmon Survey |
| 497524 -          | 2006 BW143               | 22 gennaio 2006  | LONEOS            |
| 497525 -          | 2006 BC164               | 7 gennaio 2006   | Mt. Lemmon Survey |
| 497526 -          | 2006 BL165               | 26 gennaio 2006  | Mt. Lemmon Survey |
| 497527 -          | 2006 BU186               | 28 gennaio 2006  | Mt. Lemmon Survey |
| 497528 -          | 2006 BY194               | 30 gennaio 2006  | Spacewatch        |
| 497529 -          | 2006 BH204               | 31 gennaio 2006  | Spacewatch        |
| 497530 -          | 2006 BM212               | 31 gennaio 2006  | Spacewatch        |
| 497531 -          | 2006 BF225               | 5 gennaio 2006   | Mt. Lemmon Survey |
| 497532 -          | 2006 BF234               | 5 dicembre 2005  | Mt. Lemmon Survey |
| 497533 -          | 2006 BB236               | 23 gennaio 2006  | Spacewatch        |
| 497534 -          | 2006 BR237               | 23 gennaio 2006  | Spacewatch        |
| 497535 -          | 2006 BN245               | 21 gennaio 2006  | Mt. Lemmon Survey |
| 497536 -          | 2006 CF2                 | 23 gennaio 2006  | Spacewatch        |
| 497537 -          | 2006 CF11                | 4 gennaio 2006   | Spacewatch        |
| 497538 -          | 2006 CW13                | 7 gennaio 2006   | Mt. Lemmon Survey |
| 497539 -          | 2006 CD16                | 23 gennaio 2006  | Mt. Lemmon Survey |
| 497540 -          | 2006 CU17                | 23 gennaio 2006  | Spacewatch        |
| 497541 -          | 2006 CN18                | 1º febbraio 2006 | Spacewatch        |
| 497542 -          | 2006 CY22                | 1º febbraio 2006 | Spacewatch        |
| 497543 -          | 2006 CS26                | 24 gennaio 2006  | Spacewatch        |
| 497544 -          | 2006 CN41                | 2 febbraio 2006  | Spacewatch        |
| 497545 -          | 2006 CD67                | 4 febbraio 2006  | Spacewatch        |
| 497546 -          | 2006 CK67                | 17 dicembre 2001 | Spacewatch        |
| 497547 -          | 2006 DQ6                 | 7 febbraio 2006  | Mt. Lemmon Survey |
| 497548 -          | 2006 DP28                | 20 febbraio 2006 | Spacewatch        |
| 497549 -          | 2006 DT32                | 20 febbraio 2006 | Mt. Lemmon Survey |
| 497550 -          | 2006 DJ33                | 20 febbraio 2006 | Spacewatch        |
| 497551 -          | 2006 DH42                | 20 febbraio 2006 | Spacewatch        |
| 497552 -          | 2006 DW47                | 30 gennaio 2006  | Spacewatch        |
| 497553 -          | 2006 DS85                | 20 febbraio 2006 | Spacewatch        |
| 497554 -          | 2006 DQ92                | 24 febbraio 2006 | Mt. Lemmon Survey |
| 497555 -          | 2006 DQ103               | 25 febbraio 2006 | Mt. Lemmon Survey |
| 497556 -          | 2006 DQ105               | 25 febbraio 2006 | Mt. Lemmon Survey |
| 497557 -          | 2006 DV113               | 27 febbraio 2006 | Spacewatch        |
| 497558 -          | 2006 DE125               | 26 gennaio 2006  | Spacewatch        |
| 497559 -          | 2006 DG133               | 28 gennaio 2006  | Spacewatch        |
| 497560 -          | 2006 DL139               | 25 febbraio 2006 | Spacewatch        |
| 497561 -          | 2006 DK142               | 25 febbraio 2006 | Spacewatch        |
| 497562 -          | 2006 DS142               | 25 febbraio 2006 | Spacewatch        |
| 497563 -          | 2006 DM143               | 25 febbraio 2006 | Mt. Lemmon Survey |
| 497564 -          | 2006 DJ146               | 25 febbraio 2006 | Mt. Lemmon Survey |
| 497565 -          | 2006 DU146               | 25 febbraio 2006 | Spacewatch        |
| 497566 -          | 2006 DU154               | 25 febbraio 2006 | Spacewatch        |
| 497567 -          | 2006 DD163               | 27 febbraio 2006 | Mt. Lemmon Survey |
| 497568 -          | 2006 DO171               | 27 febbraio 2006 | Spacewatch        |
| 497569 -          | 2006 DH176               | 27 febbraio 2006 | Mt. Lemmon Survey |
| 497570 -          | 2006 DK176               | 27 febbraio 2006 | Mt. Lemmon Survey |
| 497571 -          | 2006 DA177               | 26 gennaio 2006  | Mt. Lemmon Survey |
| 497572 -          | 2006 DC211               | 24 febbraio 2006 | Spacewatch        |
| 497573 -          | 2006 EC49                | 8 gennaio 2006   | Mt. Lemmon Survey |
| 497574 -          | 2006 EO53                | 2 marzo 2006     | Spacewatch        |
| 497575 -          | 2006 EJ73                | 30 gennaio 2006  | Spacewatch        |
| 497576 -          | 2006 FD                  | 21 febbraio 2006 | CSS               |
| 497577 -          | 2006 FA2                 | 20 febbraio 2006 | CSS               |
| 497578 -          | 2006 FA47                | 23 marzo 2006    | CSS               |
| 497579 -          | 2006 GP8                 | 24 marzo 2006    | Spacewatch        |
| 497580 -          | 2006 GD34                | 7 aprile 2006    | Spacewatch        |
| 497581 -          | 2006 GW37                | 7 aprile 2006    | LONEOS            |
| 497582 -          | 2006 HC9                 | 19 aprile 2006   | Spacewatch        |
| 497583 -          | 2006 HG20                | 19 aprile 2006   | Mt. Lemmon Survey |
| 497584 -          | 2006 HJ24                | 20 aprile 2006   | Spacewatch        |
| 497585 -          | 2006 HB25                | 20 aprile 2006   | Spacewatch        |
| 497586 -          | 2006 HS61                | 24 aprile 2006   | Spacewatch        |
| 497587 -          | 2006 HX63                | 24 aprile 2006   | Spacewatch        |
| 497588 -          | 2006 HJ73                | 25 aprile 2006   | Spacewatch        |
| 497589 -          | 2006 HV86                | 29 aprile 2006   | Spacewatch        |
| 497590 -          | 2006 HM92                | 21 aprile 2006   | Spacewatch        |
| 497591 -          | 2006 HS123               | 24 aprile 2006   | Spacewatch        |
| 497592 -          | 2006 JB52                | 4 maggio 2006    | Spacewatch        |
| 497593 Kejimkujik | 2006 JU69                | 1º maggio 2006   | Wiegert, P. A.    |
| 497594 -          | 2006 KZ8                 | 19 maggio 2006   | Mt. Lemmon Survey |
| 497595 -          | 2006 KP20                | 2 marzo 2006     | Spacewatch        |
| 497596 -          | 2006 KY27                | 4 maggio 2006    | Spacewatch        |
| 497597 -          | 2006 KX32                | 20 maggio 2006   | Spacewatch        |
| 497598 -          | 2006 KR40                | 19 maggio 2006   | Mt. Lemmon Survey |
| 497599 -          | 2006 KL52                | 7 maggio 2006    | Mt. Lemmon Survey |
| 497600 -          | 2006 KY58                | 8 maggio 2006    | Spacewatch        |

## 497601-497700
| Nome     | Designazione provvisoria | Data di scoperta  | Scopritore           |
| -------- | ------------------------ | ----------------- | -------------------- |
| 497601 - | 2006 KD90                | 23 maggio 2006    | Spacewatch           |
| 497602 - | 2006 KJ102               | 9 maggio 2006     | Mt. Lemmon Survey    |
| 497603 - | 2006 KO108               | 3 maggio 2006     | Mt. Lemmon Survey    |
| 497604 - | 2006 KR119               | 31 maggio 2006    | Spacewatch           |
| 497605 - | 2006 MF                  | 20 aprile 2006    | Spacewatch           |
| 497606 - | 2006 MW2                 | 24 aprile 2006    | Spacewatch           |
| 497607 - | 2006 OK4                 | 21 luglio 2006    | Mt. Lemmon Survey    |
| 497608 - | 2006 PM2                 | 12 agosto 2006    | NEAT                 |
| 497609 - | 2006 PW5                 | 12 agosto 2006    | NEAT                 |
| 497610 - | 2006 PH13                | 24 giugno 1995    | Spacewatch           |
| 497611 - | 2006 PT13                | 14 agosto 2006    | Siding Spring Survey |
| 497612 - | 2006 QS2                 | 17 agosto 2006    | NEAT                 |
| 497613 - | 2006 QK4                 | 18 agosto 2006    | Spacewatch           |
| 497614 - | 2006 QQ7                 | 21 luglio 2006    | CSS                  |
| 497615 - | 2006 QT8                 | 19 agosto 2006    | Spacewatch           |
| 497616 - | 2006 QF13                | 16 agosto 2006    | Siding Spring Survey |
| 497617 - | 2006 QP35                | 17 agosto 2006    | NEAT                 |
| 497618 - | 2006 QD37                | 16 agosto 2006    | Siding Spring Survey |
| 497619 - | 2006 QL39                | 19 agosto 2006    | LONEOS               |
| 497620 - | 2006 QR48                | 21 agosto 2006    | NEAT                 |
| 497621 - | 2006 QY49                | 22 agosto 2006    | NEAT                 |
| 497622 - | 2006 QZ55                | 18 agosto 2006    | Spacewatch           |
| 497623 - | 2006 QA62                | 22 agosto 2006    | NEAT                 |
| 497624 - | 2006 QZ72                | 21 agosto 2006    | Spacewatch           |
| 497625 - | 2006 QT81                | 24 agosto 2006    | NEAT                 |
| 497626 - | 2006 QT89                | 29 agosto 2006    | CSS                  |
| 497627 - | 2006 QU95                | 16 agosto 2006    | NEAT                 |
| 497628 - | 2006 QD99                | 19 agosto 2006    | Spacewatch           |
| 497629 - | 2006 QJ105               | 28 agosto 2006    | CSS                  |
| 497630 - | 2006 QQ115               | 27 agosto 2006    | LONEOS               |
| 497631 - | 2006 QZ121               | 24 agosto 2006    | LINEAR               |
| 497632 - | 2006 QM162               | 21 agosto 2006    | Spacewatch           |
| 497633 - | 2006 QS166               | 29 agosto 2006    | LONEOS               |
| 497634 - | 2006 QV184               | 21 agosto 2006    | Spacewatch           |
| 497635 - | 2006 QZ184               | 18 agosto 2006    | Spacewatch           |
| 497636 - | 2006 QP185               | 18 agosto 2006    | Spacewatch           |
| 497637 - | 2006 QV186               | 18 agosto 2006    | Spacewatch           |
| 497638 - | 2006 RA5                 | 14 settembre 2006 | CSS                  |
| 497639 - | 2006 RY7                 | 12 settembre 2006 | CSS                  |
| 497640 - | 2006 RB10                | 28 agosto 2006    | CSS                  |
| 497641 - | 2006 RR12                | 30 agosto 2006    | LONEOS               |
| 497642 - | 2006 RW31                | 15 settembre 2006 | Spacewatch           |
| 497643 - | 2006 RV36                | 28 agosto 2006    | CSS                  |
| 497644 - | 2006 RS40                | 14 settembre 2006 | Spacewatch           |
| 497645 - | 2006 RQ41                | 14 settembre 2006 | Spacewatch           |
| 497646 - | 2006 RW41                | 14 settembre 2006 | Spacewatch           |
| 497647 - | 2006 RZ44                | 14 settembre 2006 | Spacewatch           |
| 497648 - | 2006 RG47                | 14 settembre 2006 | Spacewatch           |
| 497649 - | 2006 RL51                | 14 settembre 2006 | Spacewatch           |
| 497650 - | 2006 RF55                | 14 settembre 2006 | Spacewatch           |
| 497651 - | 2006 RW55                | 14 settembre 2006 | Spacewatch           |
| 497652 - | 2006 RS56                | 14 settembre 2006 | Spacewatch           |
| 497653 - | 2006 RV58                | 21 luglio 2006    | Mt. Lemmon Survey    |
| 497654 - | 2006 RO61                | 28 agosto 2006    | Spacewatch           |
| 497655 - | 2006 RQ64                | 14 settembre 2006 | Spacewatch           |
| 497656 - | 2006 RZ65                | 14 settembre 2006 | Spacewatch           |
| 497657 - | 2006 RQ67                | 29 agosto 2006    | Spacewatch           |
| 497658 - | 2006 RA72                | 15 settembre 2006 | Spacewatch           |
| 497659 - | 2006 RB72                | 15 settembre 2006 | Spacewatch           |
| 497660 - | 2006 RC74                | 15 settembre 2006 | Spacewatch           |
| 497661 - | 2006 RW75                | 15 settembre 2006 | Spacewatch           |
| 497662 - | 2006 RB79                | 15 settembre 2006 | Spacewatch           |
| 497663 - | 2006 RF79                | 15 settembre 2006 | Spacewatch           |
| 497664 - | 2006 RW82                | 15 settembre 2006 | Spacewatch           |
| 497665 - | 2006 RN87                | 15 settembre 2006 | Spacewatch           |
| 497666 - | 2006 RW89                | 15 settembre 2006 | Spacewatch           |
| 497667 - | 2006 RL92                | 15 settembre 2006 | Spacewatch           |
| 497668 - | 2006 RL94                | 15 settembre 2006 | Spacewatch           |
| 497669 - | 2006 RP94                | 15 settembre 2006 | Spacewatch           |
| 497670 - | 2006 RS96                | 15 settembre 2006 | Spacewatch           |
| 497671 - | 2006 RJ104               | 11 settembre 2006 | Becker, A. C.        |
| 497672 - | 2006 RD107               | 14 settembre 2006 | Masiero, J.          |
| 497673 - | 2006 RG121               | 14 settembre 2006 | Spacewatch           |
| 497674 - | 2006 ST1                 | 16 settembre 2006 | Spacewatch           |
| 497675 - | 2006 SY1                 | 16 settembre 2006 | CSS                  |
| 497676 - | 2006 SR2                 | 16 settembre 2006 | CSS                  |
| 497677 - | 2006 SQ7                 | 17 settembre 2006 | Jarnac               |
| 497678 - | 2006 SF11                | 28 agosto 2006    | Spacewatch           |
| 497679 - | 2006 SL14                | 18 agosto 2006    | Spacewatch           |
| 497680 - | 2006 SE17                | 17 settembre 2006 | Spacewatch           |
| 497681 - | 2006 SK26                | 16 settembre 2006 | CSS                  |
| 497682 - | 2006 SQ26                | 16 settembre 2006 | LONEOS               |
| 497683 - | 2006 SN32                | 17 settembre 2006 | Spacewatch           |
| 497684 - | 2006 SP32                | 17 settembre 2006 | Spacewatch           |
| 497685 - | 2006 SS32                | 28 agosto 2006    | CSS                  |
| 497686 - | 2006 SP41                | 18 settembre 2006 | Spacewatch           |
| 497687 - | 2006 SU46                | 25 luglio 2006    | Mt. Lemmon Survey    |
| 497688 - | 2006 SD54                | 29 agosto 2006    | LONEOS               |
| 497689 - | 2006 SP59                | 16 settembre 2006 | CSS                  |
| 497690 - | 2006 SH63                | 19 settembre 2006 | LONEOS               |
| 497691 - | 2006 SO66                | 15 settembre 2006 | Spacewatch           |
| 497692 - | 2006 SP66                | 19 settembre 2006 | Spacewatch           |
| 497693 - | 2006 SO67                | 19 settembre 2006 | Spacewatch           |
| 497694 - | 2006 SB70                | 19 settembre 2006 | Spacewatch           |
| 497695 - | 2006 SR70                | 19 settembre 2006 | Spacewatch           |
| 497696 - | 2006 SZ71                | 19 settembre 2006 | Spacewatch           |
| 497697 - | 2006 SZ72                | 19 settembre 2006 | Spacewatch           |
| 497698 - | 2006 SO75                | 19 settembre 2006 | Spacewatch           |
| 497699 - | 2006 SZ75                | 19 settembre 2006 | Spacewatch           |
| 497700 - | 2006 SC80                | 18 settembre 2006 | Spacewatch           |

## 497701-497800
| Nome     | Designazione provvisoria | Data di scoperta  | Scopritore        |
| -------- | ------------------------ | ----------------- | ----------------- |
| 497701 - | 2006 SL85                | 18 settembre 2006 | Spacewatch        |
| 497702 - | 2006 SS85                | 18 settembre 2006 | Spacewatch        |
| 497703 - | 2006 SG87                | 18 settembre 2006 | Spacewatch        |
| 497704 - | 2006 SW94                | 18 settembre 2006 | Spacewatch        |
| 497705 - | 2006 SF97                | 18 settembre 2006 | Spacewatch        |
| 497706 - | 2006 SR97                | 18 settembre 2006 | Spacewatch        |
| 497707 - | 2006 SP98                | 18 settembre 2006 | Spacewatch        |
| 497708 - | 2006 SN103               | 19 settembre 2006 | Spacewatch        |
| 497709 - | 2006 SX104               | 19 settembre 2006 | CSS               |
| 497710 - | 2006 SA106               | 19 settembre 2006 | Spacewatch        |
| 497711 - | 2006 SE106               | 19 settembre 2006 | Spacewatch        |
| 497712 - | 2006 SN114               | 23 settembre 2006 | Spacewatch        |
| 497713 - | 2006 SG116               | 24 settembre 2006 | Spacewatch        |
| 497714 - | 2006 SS117               | 15 settembre 2006 | Spacewatch        |
| 497715 - | 2006 SY119               | 18 settembre 2006 | CSS               |
| 497716 - | 2006 SK131               | 18 settembre 2006 | CSS               |
| 497717 - | 2006 SF134               | 20 settembre 2006 | Spacewatch        |
| 497718 - | 2006 SH134               | 16 settembre 2006 | CSS               |
| 497719 - | 2006 SR145               | 19 settembre 2006 | Spacewatch        |
| 497720 - | 2006 SC150               | 19 settembre 2006 | Spacewatch        |
| 497721 - | 2006 SZ156               | 15 settembre 2006 | Spacewatch        |
| 497722 - | 2006 SB158               | 15 settembre 2006 | Spacewatch        |
| 497723 - | 2006 SO163               | 24 settembre 2006 | Spacewatch        |
| 497724 - | 2006 SJ166               | 25 settembre 2006 | Spacewatch        |
| 497725 - | 2006 SD167               | 17 settembre 2006 | Spacewatch        |
| 497726 - | 2006 SN167               | 25 settembre 2006 | Spacewatch        |
| 497727 - | 2006 SB170               | 25 settembre 2006 | Spacewatch        |
| 497728 - | 2006 SH171               | 17 settembre 2006 | Spacewatch        |
| 497729 - | 2006 SW175               | 25 settembre 2006 | Spacewatch        |
| 497730 - | 2006 SP178               | 25 settembre 2006 | Mt. Lemmon Survey |
| 497731 - | 2006 SV180               | 25 settembre 2006 | Mt. Lemmon Survey |
| 497732 - | 2006 SS182               | 25 settembre 2006 | Spacewatch        |
| 497733 - | 2006 SQ184               | 25 settembre 2006 | Spacewatch        |
| 497734 - | 2006 SO186               | 25 settembre 2006 | Spacewatch        |
| 497735 - | 2006 SY192               | 26 settembre 2006 | Spacewatch        |
| 497736 - | 2006 ST203               | 25 settembre 2006 | Spacewatch        |
| 497737 - | 2006 ST205               | 18 settembre 2006 | CSS               |
| 497738 - | 2006 SX206               | 25 settembre 2006 | Mt. Lemmon Survey |
| 497739 - | 2006 SF213               | 27 settembre 2006 | Spacewatch        |
| 497740 - | 2006 SH215               | 17 settembre 2006 | Spacewatch        |
| 497741 - | 2006 SR215               | 27 settembre 2006 | Spacewatch        |
| 497742 - | 2006 SP216               | 17 settembre 2006 | Spacewatch        |
| 497743 - | 2006 SJ219               | 15 settembre 2006 | Spacewatch        |
| 497744 - | 2006 SZ229               | 18 settembre 2006 | Spacewatch        |
| 497745 - | 2006 SU232               | 26 settembre 2006 | Spacewatch        |
| 497746 - | 2006 SE235               | 18 settembre 2006 | Spacewatch        |
| 497747 - | 2006 SF236               | 26 settembre 2006 | Mt. Lemmon Survey |
| 497748 - | 2006 SJ239               | 26 settembre 2006 | Spacewatch        |
| 497749 - | 2006 SF240               | 18 settembre 2006 | Spacewatch        |
| 497750 - | 2006 SM242               | 26 settembre 2006 | Spacewatch        |
| 497751 - | 2006 SU247               | 15 settembre 2006 | Spacewatch        |
| 497752 - | 2006 SA248               | 15 settembre 2006 | Spacewatch        |
| 497753 - | 2006 SC248               | 18 settembre 2006 | Spacewatch        |
| 497754 - | 2006 SE258               | 15 settembre 2006 | Spacewatch        |
| 497755 - | 2006 SO264               | 26 settembre 2006 | Spacewatch        |
| 497756 - | 2006 SZ278               | 28 settembre 2006 | Spacewatch        |
| 497757 - | 2006 SU284               | 29 settembre 2006 | LONEOS            |
| 497758 - | 2006 SQ288               | 26 settembre 2006 | CSS               |
| 497759 - | 2006 SB290               | 29 settembre 2006 | LONEOS            |
| 497760 - | 2006 SB295               | 25 settembre 2006 | Spacewatch        |
| 497761 - | 2006 SO297               | 17 settembre 2006 | Spacewatch        |
| 497762 - | 2006 SL303               | 17 settembre 2006 | CSS               |
| 497763 - | 2006 SV309               | 15 settembre 2006 | Spacewatch        |
| 497764 - | 2006 SE310               | 19 settembre 2006 | CSS               |
| 497765 - | 2006 SK310               | 27 settembre 2006 | Spacewatch        |
| 497766 - | 2006 SQ311               | 17 settembre 2006 | Spacewatch        |
| 497767 - | 2006 SG313               | 17 settembre 2006 | Spacewatch        |
| 497768 - | 2006 SG314               | 27 settembre 2006 | Spacewatch        |
| 497769 - | 2006 SV315               | 17 settembre 2006 | Spacewatch        |
| 497770 - | 2006 SF324               | 18 settembre 2006 | Spacewatch        |
| 497771 - | 2006 SU324               | 27 settembre 2006 | Spacewatch        |
| 497772 - | 2006 SP327               | 19 settembre 2006 | Spacewatch        |
| 497773 - | 2006 SO328               | 27 settembre 2006 | Spacewatch        |
| 497774 - | 2006 SS331               | 28 settembre 2006 | Mt. Lemmon Survey |
| 497775 - | 2006 SB332               | 28 settembre 2006 | Mt. Lemmon Survey |
| 497776 - | 2006 SM332               | 28 settembre 2006 | Mt. Lemmon Survey |
| 497777 - | 2006 SZ338               | 28 settembre 2006 | Spacewatch        |
| 497778 - | 2006 SX339               | 28 settembre 2006 | Spacewatch        |
| 497779 - | 2006 SV341               | 28 settembre 2006 | Spacewatch        |
| 497780 - | 2006 SL342               | 28 settembre 2006 | Spacewatch        |
| 497781 - | 2006 ST358               | 30 settembre 2006 | CSS               |
| 497782 - | 2006 SR367               | 16 settembre 2006 | CSS               |
| 497783 - | 2006 SV382               | 28 settembre 2006 | Becker, A. C.     |
| 497784 - | 2006 SB383               | 29 settembre 2006 | Becker, A. C.     |
| 497785 - | 2006 SY384               | 29 settembre 2006 | Becker, A. C.     |
| 497786 - | 2006 SA387               | 30 settembre 2006 | Becker, A. C.     |
| 497787 - | 2006 SP387               | 30 settembre 2006 | Becker, A. C.     |
| 497788 - | 2006 SQ392               | 26 settembre 2006 | Mt. Lemmon Survey |
| 497789 - | 2006 SJ397               | 25 settembre 2006 | Spacewatch        |
| 497790 - | 2006 SD400               | 19 settembre 2006 | CSS               |
| 497791 - | 2006 SL400               | 19 settembre 2006 | Spacewatch        |
| 497792 - | 2006 SS401               | 30 settembre 2006 | Mt. Lemmon Survey |
| 497793 - | 2006 SR402               | 26 settembre 2006 | Mt. Lemmon Survey |
| 497794 - | 2006 ST402               | 26 settembre 2006 | Mt. Lemmon Survey |
| 497795 - | 2006 SU402               | 26 settembre 2006 | Mt. Lemmon Survey |
| 497796 - | 2006 SY408               | 27 settembre 2006 | Mt. Lemmon Survey |
| 497797 - | 2006 SN410               | 17 settembre 2006 | Spacewatch        |
| 497798 - | 2006 TP3                 | 2 ottobre 2006    | Mt. Lemmon Survey |
| 497799 - | 2006 TC5                 | 2 ottobre 2006    | Mt. Lemmon Survey |
| 497800 - | 2006 TK8                 | 4 ottobre 2006    | Mt. Lemmon Survey |

## 497801-497900
| Nome     | Designazione provvisoria | Data di scoperta  | Scopritore        |
| -------- | ------------------------ | ----------------- | ----------------- |
| 497801 - | 2006 TB15                | 11 ottobre 2006   | Spacewatch        |
| 497802 - | 2006 TZ17                | 3 ottobre 2006    | Mt. Lemmon Survey |
| 497803 - | 2006 TC23                | 30 settembre 2006 | Mt. Lemmon Survey |
| 497804 - | 2006 TP26                | 26 settembre 2006 | Mt. Lemmon Survey |
| 497805 - | 2006 TS30                | 25 settembre 2006 | Mt. Lemmon Survey |
| 497806 - | 2006 TW32                | 26 settembre 2006 | Mt. Lemmon Survey |
| 497807 - | 2006 TC36                | 12 ottobre 2006   | Spacewatch        |
| 497808 - | 2006 TJ40                | 27 settembre 2006 | Mt. Lemmon Survey |
| 497809 - | 2006 TU51                | 12 ottobre 2006   | Spacewatch        |
| 497810 - | 2006 TJ70                | 11 ottobre 2006   | Spacewatch        |
| 497811 - | 2006 TW73                | 2 ottobre 2006    | Mt. Lemmon Survey |
| 497812 - | 2006 TP77                | 12 ottobre 2006   | Spacewatch        |
| 497813 - | 2006 TL81                | 2 ottobre 2006    | Mt. Lemmon Survey |
| 497814 - | 2006 TN91                | 26 settembre 2006 | Mt. Lemmon Survey |
| 497815 - | 2006 TX98                | 15 ottobre 2006   | Spacewatch        |
| 497816 - | 2006 TF104               | 15 ottobre 2006   | Spacewatch        |
| 497817 - | 2006 TN104               | 15 ottobre 2006   | Spacewatch        |
| 497818 - | 2006 TG105               | 15 ottobre 2006   | Spacewatch        |
| 497819 - | 2006 TX116               | 3 ottobre 2006    | Becker, A. C.     |
| 497820 - | 2006 TZ119               | 12 ottobre 2006   | Becker, A. C.     |
| 497821 - | 2006 TR121               | 12 ottobre 2006   | Spacewatch        |
| 497822 - | 2006 TL124               | 3 ottobre 2006    | Mt. Lemmon Survey |
| 497823 - | 2006 TZ128               | 2 ottobre 2006    | Mt. Lemmon Survey |
| 497824 - | 2006 TE129               | 4 ottobre 2006    | Mt. Lemmon Survey |
| 497825 - | 2006 TC130               | 11 ottobre 2006   | NEAT              |
| 497826 - | 2006 UU                  | 17 settembre 2006 | Spacewatch        |
| 497827 - | 2006 UN4                 | 23 settembre 2006 | Spacewatch        |
| 497828 - | 2006 UY18                | 25 settembre 2006 | Spacewatch        |
| 497829 - | 2006 UJ19                | 16 ottobre 2006   | Spacewatch        |
| 497830 - | 2006 UU19                | 25 settembre 2006 | Spacewatch        |
| 497831 - | 2006 UZ20                | 16 ottobre 2006   | Spacewatch        |
| 497832 - | 2006 UV29                | 16 ottobre 2006   | Spacewatch        |
| 497833 - | 2006 UO32                | 4 ottobre 2006    | Mt. Lemmon Survey |
| 497834 - | 2006 UX36                | 16 ottobre 2006   | Spacewatch        |
| 497835 - | 2006 UE38                | 16 ottobre 2006   | Spacewatch        |
| 497836 - | 2006 UY45                | 16 ottobre 2006   | Spacewatch        |
| 497837 - | 2006 UX47                | 17 ottobre 2006   | Spacewatch        |
| 497838 - | 2006 UH50                | 25 settembre 2006 | Spacewatch        |
| 497839 - | 2006 UH53                | 4 ottobre 2006    | Mt. Lemmon Survey |
| 497840 - | 2006 UD55                | 17 ottobre 2006   | Spacewatch        |
| 497841 - | 2006 UA59                | 19 ottobre 2006   | Spacewatch        |
| 497842 - | 2006 UP65                | 28 agosto 2006    | Spacewatch        |
| 497843 - | 2006 UB73                | 26 settembre 2006 | Spacewatch        |
| 497844 - | 2006 US73                | 25 settembre 2006 | Spacewatch        |
| 497845 - | 2006 UK77                | 26 settembre 2006 | Spacewatch        |
| 497846 - | 2006 UA79                | 17 ottobre 2006   | Spacewatch        |
| 497847 - | 2006 UR79                | 3 ottobre 2006    | Spacewatch        |
| 497848 - | 2006 UV80                | 17 ottobre 2006   | CSS               |
| 497849 - | 2006 UG82                | 30 settembre 2006 | Mt. Lemmon Survey |
| 497850 - | 2006 UE86                | 28 settembre 2006 | CSS               |
| 497851 - | 2006 UE94                | 18 ottobre 2006   | Spacewatch        |
| 497852 - | 2006 UC96                | 2 ottobre 2006    | Mt. Lemmon Survey |
| 497853 - | 2006 UW97                | 30 settembre 2006 | Mt. Lemmon Survey |
| 497854 - | 2006 UE100               | 30 settembre 2006 | Mt. Lemmon Survey |
| 497855 - | 2006 UL114               | 24 settembre 2006 | Spacewatch        |
| 497856 - | 2006 UR119               | 30 settembre 2006 | Mt. Lemmon Survey |
| 497857 - | 2006 UB122               | 19 ottobre 2006   | Spacewatch        |
| 497858 - | 2006 UG122               | 19 ottobre 2006   | Spacewatch        |
| 497859 - | 2006 US122               | 19 settembre 2006 | Spacewatch        |
| 497860 - | 2006 UN134               | 2 ottobre 2006    | Mt. Lemmon Survey |
| 497861 - | 2006 UT138               | 19 ottobre 2006   | Spacewatch        |
| 497862 - | 2006 UH139               | 19 ottobre 2006   | Spacewatch        |
| 497863 - | 2006 UX157               | 19 settembre 2006 | Spacewatch        |
| 497864 - | 2006 US160               | 21 ottobre 2006   | Mt. Lemmon Survey |
| 497865 - | 2006 UJ163               | 2 ottobre 2006    | Mt. Lemmon Survey |
| 497866 - | 2006 UO163               | 15 novembre 1995  | Spacewatch        |
| 497867 - | 2006 UV166               | 3 ottobre 2006    | Mt. Lemmon Survey |
| 497868 - | 2006 UV174               | 26 settembre 2006 | CSS               |
| 497869 - | 2006 UC189               | 28 settembre 2006 | CSS               |
| 497870 - | 2006 UT195               | 27 settembre 2006 | Spacewatch        |
| 497871 - | 2006 UU196               | 20 ottobre 2006   | Spacewatch        |
| 497872 - | 2006 UH197               | 20 ottobre 2006   | Spacewatch        |
| 497873 - | 2006 US197               | 20 ottobre 2006   | Spacewatch        |
| 497874 - | 2006 UJ209               | 4 ottobre 2006    | Mt. Lemmon Survey |
| 497875 - | 2006 UN211               | 4 ottobre 2006    | Mt. Lemmon Survey |
| 497876 - | 2006 UO213               | 20 aprile 2004    | Spacewatch        |
| 497877 - | 2006 UF214               | 4 ottobre 2006    | Mt. Lemmon Survey |
| 497878 - | 2006 UF219               | 26 settembre 2006 | Mt. Lemmon Survey |
| 497879 - | 2006 UZ221               | 16 settembre 2006 | CSS               |
| 497880 - | 2006 US227               | 20 ottobre 2006   | NEAT              |
| 497881 - | 2006 UC239               | 28 settembre 2006 | Mt. Lemmon Survey |
| 497882 - | 2006 UF243               | 25 settembre 2006 | Spacewatch        |
| 497883 - | 2006 UC251               | 28 settembre 2006 | Mt. Lemmon Survey |
| 497884 - | 2006 UD254               | 27 ottobre 2006   | Mt. Lemmon Survey |
| 497885 - | 2006 UX261               | 28 ottobre 2006   | Mt. Lemmon Survey |
| 497886 - | 2006 UL266               | 27 ottobre 2006   | Spacewatch        |
| 497887 - | 2006 UM266               | 27 ottobre 2006   | Spacewatch        |
| 497888 - | 2006 UQ274               | 14 settembre 2006 | Spacewatch        |
| 497889 - | 2006 UU275               | 2 ottobre 2006    | Mt. Lemmon Survey |
| 497890 - | 2006 UC278               | 28 ottobre 2006   | Spacewatch        |
| 497891 - | 2006 UF279               | 30 settembre 2006 | CSS               |
| 497892 - | 2006 UB283               | 28 ottobre 2006   | Spacewatch        |
| 497893 - | 2006 UZ287               | 16 ottobre 2006   | Spacewatch        |
| 497894 - | 2006 UR288               | 26 settembre 2006 | Spacewatch        |
| 497895 - | 2006 UQ302               | 30 settembre 2006 | Mt. Lemmon Survey |
| 497896 - | 2006 UR322               | 16 ottobre 2006   | Spacewatch        |
| 497897 - | 2006 UH323               | 30 settembre 2006 | Mt. Lemmon Survey |
| 497898 - | 2006 UJ323               | 19 ottobre 2006   | Buie, M. W.       |
| 497899 - | 2006 UM340               | 21 ottobre 2006   | Spacewatch        |
| 497900 - | 2006 UT358               | 18 ottobre 2006   | Spacewatch        |

## 497901-498000
| Nome     | Designazione provvisoria | Data di scoperta  | Scopritore        |
| -------- | ------------------------ | ----------------- | ----------------- |
| 497901 - | 2006 UR359               | 21 ottobre 2006   | Spacewatch        |
| 497902 - | 2006 UU359               | 3 ottobre 2006    | Mt. Lemmon Survey |
| 497903 - | 2006 VU5                 | 28 settembre 2006 | Mt. Lemmon Survey |
| 497904 - | 2006 VH7                 | 27 ottobre 2006   | Mt. Lemmon Survey |
| 497905 - | 2006 VC8                 | 1º novembre 2006  | Mt. Lemmon Survey |
| 497906 - | 2006 VB19                | 9 novembre 2006   | Spacewatch        |
| 497907 - | 2006 VA20                | 9 novembre 2006   | Spacewatch        |
| 497908 - | 2006 VN26                | 28 settembre 2006 | Mt. Lemmon Survey |
| 497909 - | 2006 VV26                | 27 settembre 2006 | Mt. Lemmon Survey |
| 497910 - | 2006 VT38                | 21 ottobre 2006   | Spacewatch        |
| 497911 - | 2006 VQ40                | 12 novembre 2006  | Mt. Lemmon Survey |
| 497912 - | 2006 VS45                | 13 novembre 2006  | LINEAR            |
| 497913 - | 2006 VZ46                | 9 novembre 2006   | Spacewatch        |
| 497914 - | 2006 VF53                | 11 novembre 2006  | Spacewatch        |
| 497915 - | 2006 VZ53                | 23 ottobre 2006   | Spacewatch        |
| 497916 - | 2006 VQ57                | 11 novembre 2006  | Spacewatch        |
| 497917 - | 2006 VK58                | 22 ottobre 2006   | Mt. Lemmon Survey |
| 497918 - | 2006 VT59                | 11 novembre 2006  | Spacewatch        |
| 497919 - | 2006 VZ68                | 11 novembre 2006  | Spacewatch        |
| 497920 - | 2006 VF81                | 31 ottobre 2006   | Mt. Lemmon Survey |
| 497921 - | 2006 VG82                | 13 novembre 2006  | Spacewatch        |
| 497922 - | 2006 VC97                | 11 novembre 2006  | Spacewatch        |
| 497923 - | 2006 VJ98                | 11 novembre 2006  | Spacewatch        |
| 497924 - | 2006 VV107               | 28 settembre 2006 | Mt. Lemmon Survey |
| 497925 - | 2006 VT117               | 31 ottobre 2006   | Spacewatch        |
| 497926 - | 2006 VL121               | 19 ottobre 2006   | CSS               |
| 497927 - | 2006 VP125               | 1º novembre 2006  | Mt. Lemmon Survey |
| 497928 - | 2006 VJ131               | 15 novembre 2006  | Spacewatch        |
| 497929 - | 2006 VX138               | 27 ottobre 2006   | Mt. Lemmon Survey |
| 497930 - | 2006 VY143               | 23 ottobre 2006   | CSS               |
| 497931 - | 2006 VW171               | 11 novembre 2006  | Spacewatch        |
| 497932 - | 2006 WX28                | 28 settembre 2006 | Mt. Lemmon Survey |
| 497933 - | 2006 WB32                | 23 ottobre 2006   | Mt. Lemmon Survey |
| 497934 - | 2006 WZ43                | 16 novembre 2006  | Mt. Lemmon Survey |
| 497935 - | 2006 WN45                | 30 settembre 2006 | Mt. Lemmon Survey |
| 497936 - | 2006 WO45                | 16 novembre 2006  | Mt. Lemmon Survey |
| 497937 - | 2006 WQ57                | 19 ottobre 2006   | CSS               |
| 497938 - | 2006 WS72                | 25 settembre 2006 | Mt. Lemmon Survey |
| 497939 - | 2006 WS96                | 28 settembre 2006 | Mt. Lemmon Survey |
| 497940 - | 2006 WP104               | 19 novembre 2006  | Spacewatch        |
| 497941 - | 2006 WB110               | 19 novembre 2006  | Spacewatch        |
| 497942 - | 2006 WX110               | 19 novembre 2006  | Spacewatch        |
| 497943 - | 2006 WA133               | 27 ottobre 2006   | Mt. Lemmon Survey |
| 497944 - | 2006 WQ135               | 23 ottobre 2006   | Mt. Lemmon Survey |
| 497945 - | 2006 WK146               | 20 novembre 2006  | LINEAR            |
| 497946 - | 2006 WY147               | 28 settembre 2006 | Mt. Lemmon Survey |
| 497947 - | 2006 WV149               | 20 novembre 2006  | Spacewatch        |
| 497948 - | 2006 WR150               | 20 novembre 2006  | Spacewatch        |
| 497949 - | 2006 WK158               | 22 novembre 2006  | Spacewatch        |
| 497950 - | 2006 WP179               | 24 novembre 2006  | Mt. Lemmon Survey |
| 497951 - | 2006 WD188               | 16 novembre 2006  | Spacewatch        |
| 497952 - | 2006 WF195               | 28 settembre 2006 | Mt. Lemmon Survey |
| 497953 - | 2006 WW205               | 27 novembre 2006  | Mt. Lemmon Survey |
| 497954 - | 2006 XG11                | 31 ottobre 2006   | Spacewatch        |
| 497955 - | 2006 XX12                | 1º dicembre 2006  | Mt. Lemmon Survey |
| 497956 - | 2006 XE19                | 11 dicembre 2006  | Spacewatch        |
| 497957 - | 2006 XD34                | 11 dicembre 2006  | Spacewatch        |
| 497958 - | 2006 XG35                | 11 dicembre 2006  | Spacewatch        |
| 497959 - | 2006 XZ49                | 15 novembre 2006  | Mt. Lemmon Survey |
| 497960 - | 2006 XP51                | 23 ottobre 2006   | CSS               |
| 497961 - | 2007 AC8                 | 23 dicembre 2006  | CSS               |
| 497962 - | 2007 AA28                | 10 gennaio 2007   | Mt. Lemmon Survey |
| 497963 - | 2007 AD29                | 10 gennaio 2007   | Mt. Lemmon Survey |
| 497964 - | 2007 AT29                | 10 gennaio 2007   | Spacewatch        |
| 497965 - | 2007 BQ1                 | 16 gennaio 2007   | CSS               |
| 497966 - | 2007 BO11                | 17 gennaio 2007   | Spacewatch        |
| 497967 - | 2007 BF22                | 24 gennaio 2007   | LINEAR            |
| 497968 - | 2007 BW32                | 24 gennaio 2007   | Mt. Lemmon Survey |
| 497969 - | 2007 BO33                | 8 gennaio 2007    | Mt. Lemmon Survey |
| 497970 - | 2007 BB39                | 24 dicembre 2006  | Spacewatch        |
| 497971 - | 2007 BU41                | 22 novembre 2006  | Mt. Lemmon Survey |
| 497972 - | 2007 BL79                | 27 gennaio 2007   | Spacewatch        |
| 497973 - | 2007 BG80                | 17 gennaio 2007   | NEAT              |
| 497974 - | 2007 BQ101               | 27 gennaio 2007   | Spacewatch        |
| 497975 - | 2007 CZ10                | 10 gennaio 2007   | Mt. Lemmon Survey |
| 497976 - | 2007 CT16                | 8 febbraio 2007   | Mt. Lemmon Survey |
| 497977 - | 2007 CO27                | 9 gennaio 2007    | Mt. Lemmon Survey |
| 497978 - | 2007 CS29                | 25 gennaio 2007   | Spacewatch        |
| 497979 - | 2007 CF37                | 27 gennaio 2007   | Spacewatch        |
| 497980 - | 2007 CM45                | 27 novembre 2006  | Mt. Lemmon Survey |
| 497981 - | 2007 CA58                | 9 febbraio 2007   | CSS               |
| 497982 - | 2007 CJ79                | 9 febbraio 2007   | CSS               |
| 497983 - | 2007 DS15                | 17 febbraio 2007  | Spacewatch        |
| 497984 - | 2007 DR18                | 17 febbraio 2007  | Spacewatch        |
| 497985 - | 2007 DT18                | 17 febbraio 2007  | Spacewatch        |
| 497986 - | 2007 DC23                | 17 febbraio 2007  | Spacewatch        |
| 497987 - | 2007 DF24                | 17 febbraio 2007  | Spacewatch        |
| 497988 - | 2007 DK30                | 17 febbraio 2007  | Spacewatch        |
| 497989 - | 2007 DD40                | 10 gennaio 2007   | Spacewatch        |
| 497990 - | 2007 DC44                | 17 febbraio 2007  | Mt. Lemmon Survey |
| 497991 - | 2007 DH52                | 17 febbraio 2007  | Mt. Lemmon Survey |
| 497992 - | 2007 DT66                | 21 febbraio 2007  | Spacewatch        |
| 497993 - | 2007 DA75                | 21 febbraio 2007  | Spacewatch        |
| 497994 - | 2007 DF94                | 23 febbraio 2007  | Spacewatch        |
| 497995 - | 2007 DC100               | 25 febbraio 2007  | Mt. Lemmon Survey |
| 497996 - | 2007 DV110               | 22 febbraio 2007  | Spacewatch        |
| 497997 - | 2007 EK19                | 27 gennaio 2007   | Spacewatch        |
| 497998 - | 2007 EH50                | 10 marzo 2007     | Mt. Lemmon Survey |
| 497999 - | 2007 EO55                | 12 marzo 2007     | Mt. Lemmon Survey |
| 498000 - | 2007 EO58                | 6 febbraio 2007   | Spacewatch        |